# 斯特凡·斯托雅諾維奇·莫克拉尼亞茨
斯特凡·斯托雅諾維奇·莫克拉尼亞茨（1856年1月9日—1914年9月28日），塞尔维亚作曲家、指挥家和音乐教育家。他于1856年出生在內戈廷，20多岁时的莫克拉尼亞茨曾在贝尔格莱德、慕尼黑、罗马和莱比锡学习音乐。后来，他成为贝尔格莱德合唱团协会（Belgrade Choir Society）的指挥，以及塞尔维亚音乐学院（Serbian School of Music）和第一个塞尔维亚弦乐四重奏团的创始人。莫克拉尼亞茨于第一次世界大战开始时离开贝尔格莱德并搬至史高比耶，他于1914年9月28日在当地逝世。
莫克拉尼亞茨被誉为“塞尔维亚音乐之父”，“塞尔维亚音乐浪漫主义最重要的人物”以及“塞尔维亚的国家象征之一”。他死后，原塞尔维亚音乐学院为纪念他的贡献更名为莫克拉尼亞茨音乐学院。他的肖像在塞尔维亚和南斯拉夫联盟的纸币正面中出现。1964年，他和他的家庭位于內戈廷的居住旧址被修缮，并改建为博物馆和音乐中心。自1965年以来，该镇每年都会举行被称为“莫克拉尼亞茨日”的诞辰纪念和庆祝活动。1981年，为纪念其诞辰的125周年，当地在莫克拉尼亞茨的院子里建造了一座他的的大型雕像。

## 生平

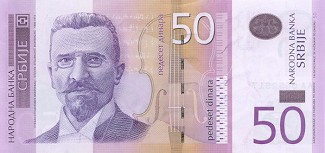
塞尔维亚50第纳尔纸币的正面，莫克拉尼亞茨像

斯特凡·莫克拉尼亞茨于1856年1月9日出生于塞尔维亚公国境内的城镇內戈廷，该镇靠近塞尔维亚与罗马尼亚和保加利亚的边境，莫克拉尼亞茨出生时当地人口约为3000多人。莫克拉尼亞茨的父亲是一家生意兴隆的餐馆老板，并与他的母亲和三个兄弟姐妹一起长大。莫克拉尼亞茨在他十岁时获得了人生中的第一把小提琴。他在内戈廷、扎耶查爾和贝尔格莱德度过了大半的童年。
20多岁时，莫克拉尼亞茨接受了保守音乐的训练并在贝尔格莱德学习。1880年至1883年间，他与約瑟夫·賴因貝格爾在慕尼黑学习；1884年至1885年间，他与亚历山德罗·帕里索蒂在罗马学习。之后，他在莱比锡师从两位德國作曲家薩洛蒙·雅達松和卡爾·賴內克继续学习了两年。
莫克拉尼亞茨于1878年组织了一场纪念贝尔格莱德合唱团协会成立25周年的音乐会，该音乐会被名为“塞尔维亚歌曲史”。直到1883年，他和家人一直居住在内戈廷；1887年，莫克拉尼亞茨和他的家人迁往贝尔格莱德居住。他在该地被任命为贝尔格莱德合唱团协会的指挥，在他辞世之前莫克拉尼亞茨一直担任该团的指挥。该合唱团的演出曲目多是塞尔维亚民歌，以及莫克拉尼亞茨本人所创作的作品。在他的领导下，合唱团巡演于保加利亚、克罗地亚、黑山、奥斯曼土耳其和俄罗斯，并因为其演出的高水准享誉于中欧和俄罗斯。1899年，该合唱团于柏林、德累斯顿和莱比锡进行巡演。在此期间，莫克拉尼亞茨迎娶了了比他小20岁的合唱团成员玛丽娅（Marija）并诞下一子。
莫克拉尼亞茨于1899年创立了塞尔维亚音乐学院以及塞尔维亚弦乐四重奏团，并在其中演奏第一小提琴和大提琴。尽管莫克兰扎克最著名的作品可以追溯到19世纪末，但他依旧在20世纪继续坚持创作。为躲避第一次世界大战的战火，他于1914年中旬离开贝尔格莱德并搬到斯科普里居住。莫克拉尼亞茨于于同年的9月份去世并被埋葬在贝尔格莱德新公墓。

## 作品
在他职业生涯的初期，莫克拉尼亞茨曾使用五线谱记谱了塞尔维亚东正教教堂的圣歌。作为一位天才的作曲家，他在1908年首次出版了一本关于教堂音乐旋律的书，书名为《八樂音》（octoechouss，或《八回音舞》）。第一次世界大战后，该书在贝尔格莱德出版，并成为塞尔维亚东正教神学院学生的基本教科书。莫克拉尼亞茨所创作的圣歌是独特的，这是因为他去除了乐曲中的装饰音和微分音的元素，并使它们与其他东正教圣歌相协调。也正是因为如此，相比于其他作曲家所作，莫克拉尼亞茨所作的圣歌更受到教堂的欢迎。
莫克拉尼亞茨创作了许多複音音樂风格的宗教音乐作品，这样的创作风格与文艺复兴时期作曲家帕莱斯特里纳类似。他本人经常前往列瓦科和科索沃收集并录制塞尔维亚传统旋律，这为推广塞尔维亚在乡村地区的音乐发挥了重要作用。莫克拉尼亞茨同时是一位致力于创作合唱音乐的作曲家，他结合了巴尔干地区的民间音乐并创作了15部合唱组曲，并将其命名为《歌曲组成的花球》（Garlands，或《鲁科威特》），该作品统共由他在1883年至1913年创作的82首歌曲组成。
莫克拉尼亞茨于1901年创作了《圣约翰克赖索斯托姆的神圣礼拜仪式》和《伊夫科的斯拉瓦》（Ivko's slava）。1906年，他创作了一部为混合合唱团而作的《颂扬圣萨瓦》，最初的版本是于1893年为男声合唱团而创作的。1913年，莫克兰扎克完成了第八十二首也是最后一部《歌曲组成的花球》的创作工作，并命名为《冬天的日子》（Winter Days）（塞尔维亚语：Zimski dani）。他同时也为儿童合唱团创作了许多作品。

## 外部連結
- 斯特凡·斯托雅諾維奇·莫克拉尼亞茨的免费乐谱，由国际乐谱典藏计划提供
- CZECH MUSIC AND MUSICIANS AS MOKRANJAC’S COMPANIONS ON HIS PATH TOWARDS THE PROFESSIONALIZATION OF SERBIAN MUSIC （页面存档备份，存于）
- stevan stojanovic mokranjac （页面存档备份，存于）
- ABOUT STEVAN STOJANOVIC MOKRANJAC （页面存档备份，存于）